# Acontiinae
Acontiinae zijn een onderfamilie van vlinders in de familie uilen (Noctuidae).

## Geslachten
(Indicatie van aantallen soorten per geslacht tussen haakjes)
- Abacena (Walker, 1866) (9)
- Acidaliodes  (17)
- Acontarache  (1)
- Acontia Ochsenheimer, 1816 (269)
- Acropserotarache  (1)
- Aedia Hübner, 1823 (5)
- Airamia  (1)
- Alikangiana  (1)
- Alypophanes  (3)
- Amphodia  (1)
- Amynodes  (2)
- Anateinoma  (1)
- Angitia  (31)
- Araeopterella  (1)
- Arasada  (5)
- Arenarba  (3)
- Argillophora  (1)
- Argyrargenta  (1)
- Argyropasta  (1)
- Aroana  (5)
- Aulotarache  (3)
- Bandelia  (1)
- Barastrotia  (1)
- Berresa  (2)
- Bostrodes  (5)
- Bryocodia  (11)
- Cadiorapa  (3)
- Callipyris  (2)
- Calloruza  (1)
- Cardiosace  (10)
- Carmara  (1)
- Cautaeschra  (2)
- Cerathosia  (2)
- Ceratostrotia  (1)
- Cingalesa  (1)
- Clytoscopa  (2)
- Cobubatha  (47)
- Coccidiphaga  (1)
- Codalithia  (2)
- Coeloturatia  (1)
- Conochares  (6)
- Copibryophila  (1)
- Corgatha  (87)
- Cydosia  (10)
- Chalenata  (9)
- Chamyris  (2)
- Chamyrisilla  (1)
- Chara  (2)
- Charoblemma  (3)
- Chelichares  (1)
- Chionoxantha  (4)
- Chlorocodia  (1)
- Chobata  (1)
- Daedalina  (1)
- Dasyblemma  (1)
- Decticryptis  (1)
- Diastema  (5)
- Diplothecta  (1)
- Dischalis  (1)
- Ditrogoptera  (1)
- Drobeta  (8)
- Duhemia  (1)
- Dymba  (1)
- Ecnomia  (1)
- Ectrogatha  (1)
- Emmelia Hübner, 1821
- Enea  (1)
- Enispodes  (1)
- Epigrypera  (2)
- Epopsima  (1)
- Erastroides  (13)
- Euaontia  (2)
- Eublemmoides  (8)
- Eugatha  (1)
- Eugnathia  (17)
- Eugraptoblemma  (2)
- Eupsoropsis  (1)
- Eusceptis  (11)
- Farara  (1)
- Flammona  (3)
- Formosamyna  (1)
- Fredina  (1)
- Fruva  (2)
- Gelenipsa  (1)
- Glaucicodia  (1)
- Goniophylla  (1)
- Gonophaea  (1)
- Gyrohypsoma  (1)
- Habrophyes  (1)
- Haematosticta  (1)
- Haplopseustis  (1)
- Haplostola  (1)
- Heliocontia  (11)
- Hemispragueia  (1)
- Heterorta  (1)
- Himerois  (4)
- Holocryptis  (13)
- Homocerynea  (1)
- Homophoberia  (1)
- Hoplotarache  (19)
- Hopothia  (1)
- Hormoschista  (1)
- Hypangitia  (1)
- Hyperstrotia  (16)
- Hyriodes  (1)
- Ilattia  (16)
- Lambana  (6)
- Lepidopyrga  (1)
- Leuconycta  (2)
- Ligidia  (1)
- Lochia  (1)
- Lophocerynea  (1)
- Lophomilia  (5)
- Lophoruza  (11)
- Lycaugesia  (26)

- Maliattha  (54)
- Marimatha  (13)
- Meizoglossa  (1)
- Melaleucantha  (1)
- Melamera  (1)
- Mesembreosa  (1)
- Mesocopsis  (1)
- Mesophractias  (2)
- Mesoruza  (1)
- Metacausta  (2)
- Metaemene  (5)
- Metapioplasta  (4)
- Metaponpneumata  (1)
- Metasada  (5)
- Metaxyllia  (1)
- Micracontia  (1)
- Micraeschus  (11)
- Micrantha  (4)
- Microedma  (1)
- Microphaea  (4)
- Mictochroa  (23)
- Mimoruza  (1)
- Monocymia  (1)
- Nanamonodes  (2)
- Narangodes  (3)
- Neocerynea  (1)
- Neocodia  (2)
- Neoerastria  (2)
- Neotarache  (1)
- Nerastria  (8)
- Niaccaba  (1)
- Nigetia  (1)
- Obarza  (1)
- Oenoptera  (5)
- Ortholeuca  (1)
- Orthoruza  (1)
- Oruza  (49)
- Oruzodes  (2)
- Outaya  (1)
- Oxytrita  (1)
- Ozana  (1)
- Ozarba  (221)
- Palura  (12)
- Paracodia  (2)
- Parangitia  (23)
- Parasada  (2)
- Parerastria  (1)
- Paurosceles  (1)
- Paventia  (1)
- Pediarcha  (1)
- Penisa  (28)
- Pennalticola  (1)
- Peperita  (1)
- Perynea  (3)
- Phaeozona  (1)
- Phobolosia  (12)
- Phoenicophanta  (3)
- Phyllophila  (14)
- Ponometia  (9)
- Prasinopyra  (3)
- Prodosia  (1)
- Prorachia  (1)
- Proroblemma  (8)
- Proschora  (1)
- Protocryphia  (2)
- Pseudacidalia  (6)
- Pseudeustrotia  (8)
- Pseudophyllophila  (1)
- Pseudosiccia  (1)
- Pseudozarba  (16)
- Ptyopterota  (1)
- Pyraloides  (1)
- Pyripnoa  (3)
- Rhodotarache  (1)
- Rhynchodia  (1)
- Scotostena  (2)
- Sexserrata  (1)
- Sigela  (10)
- Silda  (3)
- Sinocharis  (1)
- Smicroloba  (6)
- Sophta  (26)
- Spragueia  (14)
- Stenocodia  (1)
- Stenocryptis  (1)
- Stenoloba  (15)
- Stenorache  (1)
- Stenostygia  (1)
- Stylorache  (1)
- Sugia  (3)
- Swinhoea  (1)
- Synthaca  (1)
- Tabomeeres  (1)
- Tarachidia  (32)
- Taseopteryx  (2)
- Technemon  (1)
- Tegiapa  (2)
- Tephrochares  (1)
- Tesomonoda  (1)
- Thalerastria  (6)
- Thaumasiodes  (1)
- Therasea  (5)
- Toanodes  (1)
- Toanopsis  (1)
- Trichogatha  (3)
- Trichotarache  (1)
- Trissernis  (3)
- Trogatha  (2)
- Trogoblemma  (7)
- Trogotorna  (1)
- Uniptena  (1)
- Vescisa  (4)
- Via  (1)
- Xanthograpta  (4)
- Zurobata  (6)